# Corydoras pastazensis
Corydoras pastazensis är en fiskart som beskrevs av Weitzman, 1963. Corydoras pastazensis ingår i släktet Corydoras och familjen Callichthyidae. Inga underarter finns listade i Catalogue of Life.